# ريتشارد برودي (لاعب كرة قدم)
ريتشارد برودي (8 يوليو 1987 في المملكة المتحدة - ) (بالإنجليزية: Richard Brodie) هو لاعب كرة قدم بريطاني في مركز الهجوم. شارك مع منتخب إنجلترا لكرة القدم C ‏. أما مع النوادي، فقد لعب مع ستوكبورت كونتي وغريمسبي تاون وماكليسفيلد تاون ونادي ساوثبورت ونادي كرولي تاون ونادي هيرفورد ونادي يورك سيتي ونادي راشل أوليمبيك ونادي بارو ونادي غيتزهد ونادي ألدرشوت تاون وفليتوود تاون ونادي موركامب وWhickham F.C. ‏ وNewcastle Benfield F.C. ‏.

## وصلات خارجية
- ريتشارد برودي على موقع قاعدة بيانات كرة القدم.إي يو (الإنجليزية)
- ريتشارد برودي على موقع Soccerbase.com (لاعب) (الإنجليزية)
- ريتشارد برودي على موقع Soccerway.com (الإنجليزية)